# Batalion KOP „Żytyń”
Batalion KOP „Żytyń” – pododdział piechoty, odwodowy batalion Korpusu Ochrony Pogranicza. W kampanii wrześniowej walczył w składzie 2 Brygady Górskiej.

## Formowanie i zmiany organizacyjne
Na posiedzeniu Politycznego Komitetu Rady Ministrów, w dniach 21-22 sierpnia 1924, zapadła decyzja powołania Korpusu Wojskowej Straży Granicznej. 12 września 1924 Ministerstwo Spraw Wojskowych wydało rozkaz wykonawczy w sprawie utworzenia Korpusu Ochrony Pogranicza, a 17 września instrukcję określającą jego strukturę. Jesienią 1927, w ramach czwartego etapu organizacji KOP, został sformowany 26 batalion odwodowy. Jednostką formującą był 44 pułk piechoty . Batalion składał się z trzech kompanii piechoty, plutonu łączności i plutonu ckm. Etatowo liczył 22 oficerów. 164 podoficerów i 501 szeregowców. Jednostka została podporządkowana dowódcy 1 Brygady Ochrony Pogranicza. Dowództwo batalionu stacjonowało w Żytyniu Wielkim położonej na terenie ówczesnego województwa wołyńskiego w budynku prywatnym .
W 1929 1 Brygada Ochrony Pogranicza została przemianowana na Brygadę KOP „Wołyń”, a 26 batalion odwodowy na 26 batalion odwodowy „Żytyń”. W tym czasie batalion na uzbrojeniu posiadał 807 karabinów Berthier wz.1916, 44 lekkie karabiny maszynowe Bergmann wz. 1915 i 8 ciężkich karabinów maszynowych Hotchkiss wz.1914.
Dwa lata później jednostka została przemianowana na batalion KOP „Żytyń”.
Po przeprowadzonej reorganizacji „R.2” w 1932, batalion składał się z dowództwa batalionu, plutonu łączności, kompanii karabinów maszynowych i trzech kompanii strzeleckich.
W listopadzie 1936 batalion etatowo liczył 18 oficerów, 50 podoficerów, 12 nadterminowych i 487 żołnierzy służby zasadniczej.
Rozkazem dowódcy KOP z 23 lutego 1937 została zapoczątkowana pierwsza faza reorganizacji Korpusu Ochrony Pogranicza „R.3”. Batalion otrzymał nowy etat. W 1937, po rozformowaniu Brygady KOP „Wołyń”, batalion wszedł w skład pułku KOP „Zdołbunów”. Był jednostką administracyjną dla dowództwa pułku KOP „Zdołbunów”, inspektora południowej grupy kawalerii KOP, placówki wywiadowczej KOP nr 8, posterunku żandarmerii przy pułku KOP „Zdołbunów”, posterunku żandarmerii KOP „Żytyń”, komendy rejonu pw KOP „Wołyń”.
Z dniem 15 maja 1939 pbatalion stał się oddziałem gospodarczym. Stanowisko kwatermistrza batalionu przemianowane zostało na stanowisko zastępcy dowódcy batalionu do spraw gospodarczych, płatnika na stanowisko oficera gospodarczego, zastępcy oficera materiałowego dla spraw uzbrojenia na zbrojmistrza, zastępcy oficera materiałowego dla spraw żywnościowych na oficera żywnościowego.
Batalion zmobilizowano w ramach mobilizacji częściowej zarządzonej 23 marca 1939 i przesunięto w rejon: Żywiec, Chabówka, Nowy Sącz. Potem podporządkowano bezpośrednio dowódcy Armii „Kraków”. 10 lipca pododdział podporządkowany został dowódcy pododcinka „Sucha”, który w sierpniu przemianowany został w 2 Brygadę Górską. Formalnie jednostka wchodziła w skład 2 pułku KOP „Karpaty”, jako jego III batalion.

## Walki batalionu
W kampanii wrześniowej walczył w składzie 2 Brygady Górskiej (Grupa Operacyjna „Jasło”, Armia "Karpaty"). Dowódcy batalionu podporządkowano:
- batalion ON „Limanowa” - kpt. Władysław Wojtowicz
- Komisariat SG „Krościenko” - kom. SG Tadeusz Kuryłowicz
  - pluton wzmocnienia - ppor. rez. Adam Faron
- Komisariat SG „Rytro”
- plutony artylerii pozycyjnej nr 51 i 52 (trzy armaty)

3 września przed południem w Starym Sączu, pozostający w odwodzie dowódcy batalionu, I pluton ckm zestrzelił niemiecki samolot.
5 września dowódca 2 BG podporządkował mjr. Kraszkiewiczowi batalion 1 pułku strzelców podhalańskich improwizowany w Ośrodku Zapasowym 21 DPG w Nowym Sączu pod dowództwem kpt. Edwarda Dietricha i batalion ON „Sambor” mjr. Mariana Wincentego Suda.
Na granicy wschodniej batalion nie został odtworzony. Jego pozostałości wykorzystano do odtworzenia batalionów „Hoszcza” i "Ostróg".
Nad ranem 6 września batalion KOP „Żytyń” z batalionem ON „Limanowa” przybył do Grybowa, do odwodu dowódcy 2 BG lecz marsz wydłużono do Ropy. Na skutek strat bojowych i marszowych batalion ON „Limanowa” nie mógł być brany pod uwagę jako jednostka taktyczna.
8 września około godz. 6.00 batalion KOP „Żytyń” wraz z batalionem ON „Sanok” dotarł do Jasła, gdzie wszedł w skład pułku KOP „Karpaty I” jako III batalion. Natomiast batalion ON „Sambor” odmaszerował w kierunku Krosna. Tego samego dnia batalion w składzie Pułku KOP „Karpaty I” walczył z niemieckim 136 pułkiem strzelców górskich (2 DG) o Jasło, a po wycofaniu z miasta, na otwartej przestrzeni, dostał się pod skoncentrowany ogień artylerii, od którego zginęło wielu żołnierzy, a około 40 zostało rannych. W Węglówce batalion stoczył potyczkę z niemieckimi kolarzami.
Rano 9 września batalion dołączył do 17 pułku piechoty. O świcie 11 września, po całonocnym marszu, batalion przeszedł San pod Warą i zatrzymał się w Siedliskach. Następnego dnia o świcie batalion zbliżył się do Bobrownicy. W czasie walk o tę miejscowość rozbity został 17 Pułk Piechoty i walcząca wraz z nim 2 kompania „Sławsko” pułku KOP „Karpaty I”. Żołnierze batalionu KOP „Żytyń” maszerując w drobnych grupach dotarli 13 września do Przemyśla, gdzie mjr Kraszkiewicz otrzymał rozkaz przejścia do dyspozycji dowódcy 24 DP w rejon Husakowa. 14 września resztki batalionu wzięły udział w walce 24 DP pod Boratyczami. Wyróżnił się w niej kpt. Edmund Kwiatkowski prowadząc do kontrataku zbiorczą kompanię piechoty. Pozostałości batalionu weszły w skład zbiorczego pułku ppłk. Ziętkiewicza i wraz z nim 15 września dotarły do rejonu Nowosielicy, a następnego dnia do Bortiatyn (gmina Sądowa Wisznia). 17 września w Lasach Janowskich zbiorczy pułk walczył z Grupą „Utz” z 1 DG dowodzoną przez płk. Wilibalda Utz. 18 września zbiorczy pułk walczył pod Rzęsną Ruską.

## Struktura organizacyjna
Struktura organizacyjna batalionu odwodowego w 1937:

Dowództwo batalionu
- trzy kompanie szkolne strzeleckie z drużyną gospodarczą i trzema plutonami po trzy drużyny
- kompania szkolna ckm
  - drużyna gospodarcza
  - dwa szkolne plutony ckm po trzy drużyny
  - 3 szkolny pluton broni towarzyszących
- pluton łączności

Stan osobowy:
- oficerów - 18
- podoficerów zawodowych - 50
- podoficerów nadterminowych - 17
- podoficerów i szeregowców służby zasadniczej - 460

Razem - 545 żołnierzy
Organizacja i obsada personalna batalionu we wrześniu 1939

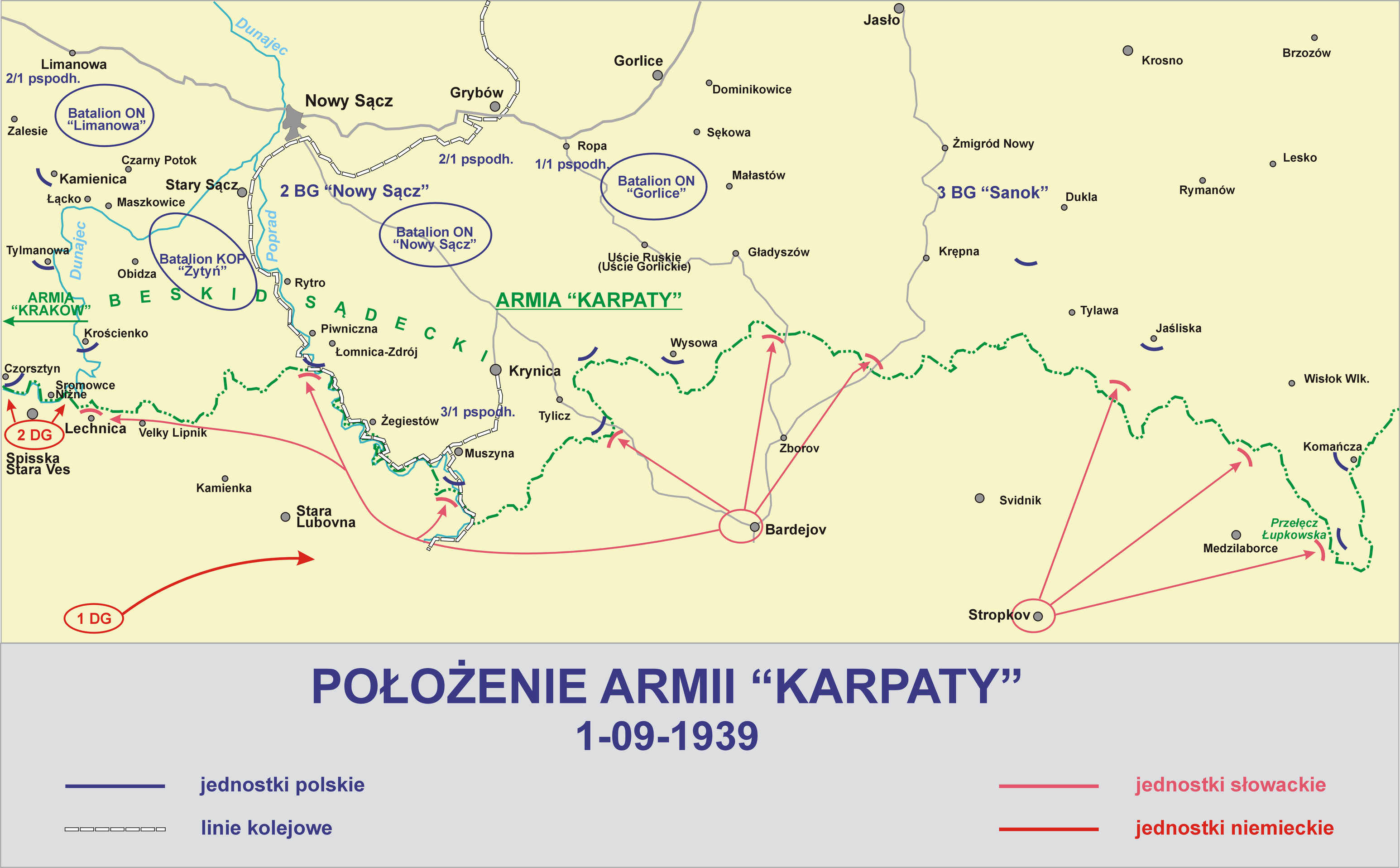
Batalion walczył w składzie armii

- dowódca - mjr Włodzimierz Kraszkiewicz
- 1 kompania - kpt. Włodzimierz Pałucki
- 2 kompania - por. Jerzy Antoni Grudnicki
- 3 kompania - kpt. Roman Wróblewski
  - podoficer broni - kpr. Damazy Kleta (zmarł z ran 3 września)
  - I pluton - por. Tadeusz Piotrowski
  - II pluton - chor. pchor. Józef Waligórski
  - III pluton - ppor. rez. Stecki
- kompania ckm - kpt. Edmund Kwiatkowski (ranny 14 września)
  - I pluton - por. Karol Falzman
- pluton łączności - plut. Baran

## Żołnierze batalionu
Dowódcy batalionu:
- ppłk piech. Edward Banaszak (25 VI 1929[20]  – 28 I 1931 → zastępca dowódcy 79 pp[21])
- ppłk piech. Ludwik Matyja (IX 1934 – 5 X 1937)
- mjr piech. Teodor Boczek (7 X 1937 – 12 X 1938)
- mjr Włodzimierz Kraszkiewicz[d](14 X 1938[23] – 1939)

Obsada personalna batalionu w czerwcu 1939:
- dowódca batalionu – mjr Włodzimierz Kraszkiewicz
- adiutant batalionu – kpt. Stanisław Zawiła[e]
- dowódca 1 kompanii granicznej – kpt. Włodzimierz Wincenty Pałucki[f]
- dowódca 2 kompanii granicznej – kpt. Stanisław Edward Kuźnicki[g]
- dowódca 3 kompanii granicznej – kpt. Witold Olecki[h]
- dowódca kompanii karabinów maszynowych – por. Edmund Kwiatkowski[i]
- dowódca plutonu łączności – por. Michał Klaczyński[j]

Obsada personalna batalionu w trakcie kampanii wrześniowej 1939
- dowódca batalionu – mjr Włodzimierz Kraszkiewicz
- dowódca 1 kompanii – NN
- dowódca 2 kompanii – NN
- dowódca 3 kompanii – kpt. Roman Wróblewski
- dowódca kompanii ckm – kpt. January Wigura

### Żołnierze batalionu – ofiary zbrodni katyńskiej
Biogramy zamordowanych znajdują się na stronie internetowej Muzeum Katyńskiego
| Nazwisko i imię       | stopień   | zawód             | miejsce pracy przed mobilizacją | zamordowany |
| --------------------- | --------- | ----------------- | ------------------------------- | ----------- |
| Klaczyński Michał     | porucznik | żołnierz zawodowy | dca plł                         | Katyń       |
| Janczewski Józef      | plutonowy |                   |                                 | ULK         |
| Łabędzki Włodzimierz? | kapitan   | żołnierz zawodowy |                                 | ULK         |
| Maskowicz Eugeniusz   | kapitan   |                   |                                 | ULK         |
| Zawiła Stanisław      | kapitan   | żołnierz zawodowy | adiutant baonu KOP „Żytyń”      | ULK         |